# ديفيد سن
ديفيد سن (بالإنجليزية: David Sun)‏ هو شخصية أعمال أمريكي، ولد في أكتوبر 1951 في تايوان.